# US Open 2024 (tennis)
De 144e editie van het US Open tennistoernooi werd gespeeld van 26 augustus tot en met 8 september 2024. Voor de vrouwen was dit de 138e editie van het Amerikaanse hardcourttoernooi. Het toernooi vond plaats in het USTA Billie Jean King National Tennis Center in de Amerikaanse stad New York. 
Op grond van een beslissing van de gezamenlijke internationale tennisbonden speelden deelnemers uit Rusland en Wit-Rusland zonder hun nationale kenmerken.

## Toernooisamenvatting
Het mannenenkelspeltoernooi werd in 2023 door Novak Đoković gewonnen – hij sneuvelde in de derde ronde. De Italiaan Jannik Sinner zegevierde in 2024 – in de finale versloeg hij de Amerikaan Taylor Fritz.
Cori Gauff probeerde haar titel bij de vrouwen te verdedigen, maar slaagde daarin niet – in de kwartfinale werd zij uitgeschakeld door landgenote Jessica Pegula. Pegula bereikte de finale, waarin zij werd overtroefd door Aryna Sabalenka, de verliezend finaliste van vorig jaar.
De drievoudig titelhouders in het mannendubbelspel waren Rajeev Ram en Joe Salisbury, die de derde ronde als eindstation hadden. De Australiërs Max Purcell en Jordan Thompson gingen met de eer strijken.
Titelverdedigsters bij de vrouwen waren Gabriela Dabrowski en Erin Routliffe – voor hen viel het doek na de kwartfinale. Ljoedmyla Kitsjenok en Jeļena Ostapenko wonnen hun eerste grandslamtitel, gezamenlijk en individueel.
In het gemengd dubbelspel waren Anna Danilina en Harri Heliövaara de titelverdedigers. Sara Errani en Andrea Vavassori werden het eerste Italiaanse koppel dat de gemengd-dubbelspeltitel won op een grandslamtoernooi.

## Toernooikalender
Bron:
| US Open            | augustus 2024 | augustus 2024 | augustus 2024 | augustus 2024 | augustus 2024 | augustus 2024 | september 2024 | september 2024 | september 2024 | september 2024 | september 2024 | september 2024 | september 2024 | september 2024 |
| US Open            | maa 26        | din 27        | woe 28        | don 29        | vrĳ 30        | zat 31        | zon 1          | maa 2          | din 3          | woe 4          | don 5          | vrĳ 6          | zat 7          | zon 8          |
| ------------------ | ------------- | ------------- | ------------- | ------------- | ------------- | ------------- | -------------- | -------------- | -------------- | -------------- | -------------- | -------------- | -------------- | -------------- |
| mannenenkelspel    | 1e ronde      | 1e ronde      | 2e ronde      | 2e ronde      | 3e ronde      | 3e ronde      | 4e ronde       | 4e ronde       | kwartfinale    | kwartfinale    |                | halve finale   |                | finale         |
| vrouwenenkelspel   | 1e ronde      | 1e ronde      | 2e ronde      | 2e ronde      | 3e ronde      | 3e ronde      | 4e ronde       | 4e ronde       | kwartfinale    | kwartfinale    | halve finale   |                | finale         |                |
| mannendubbelspel   |               |               | 1e ronde      | 1e ronde      | 2e ronde      | 2e ronde      | 3e ronde       | 3e ronde       | kwartfinale    |                | halve finale   |                | finale         |                |
| vrouwendubbelspel  |               |               | 1e ronde      | 1e ronde      | 2e ronde      | 2e ronde      | 3e ronde       | 3e ronde       | kwartfinale    | halve finale   |                | finale         |                |                |
| gemengd dubbelspel |               |               |               | 1e ronde      | 1e ronde      | 1e ronde      | 2e ronde       | 2e ronde       | kwartfinale    | halve finale   | finale         |                |                |                |

## Kwalificatietoernooi (enkelspel)
Algemene regels – Aan het hoofdtoernooi (enkelspel) doen bij de mannen en vrouwen elk 128 tennissers mee. De 104 beste mannen en 104 beste vrouwen van de wereldranglijst die zich inschrijven, worden rechtstreeks toegelaten. Acht mannen en acht vrouwen krijgen van de organisatie een wildcard. Voor de overige ingeschrevenen resteren dan nog zestien plaatsen bij de mannen en zestien plaatsen bij de vrouwen in het hoofdtoernooi – deze plaatsen worden via het kwalificatietoernooi ingevuld. Aan dit kwalificatietoernooi doen nog eens 128 mannen en 128 vrouwen mee – er worden drie kwalificatieronden gespeeld.
Het kwalificatietoernooi werd gespeeld van maandag 19 tot en met donderdag 22 augustus 2024.
De volgende deelnemers aan het kwalificatietoernooi wisten zich een plaats te veroveren in de hoofdtabel:

### Mannenenkelspel
1. Radu Albot
2. Mattia Bellucci
3. Bu Yunchaokete
4. Jan Choinski
5. Gabriel Diallo
6. Hugo Grenier
7. Quentin Halys
8. Kyrian Jacquet
9. Maks Kaśnikowski
10. Mitchell Krueger
11. Hamad Medjedovic
12. Diego Schwartzman
13. Timofej Skatov
14. Eliot Spizzirri
15. Li Tu
16. Otto Virtanen

Lucky loser
1. Maximilian Marterer

### Vrouwenenkelspel
1. Destanee Aiava
2. Marina Bassols Ribera
3. Kimberly Birrell
4. Nao Hibino
5. Priscilla Hon
6. Maya Joint
7. Varvara Lepchenko
8. Ann Li
9. Eva Lys
10. Jessika Ponchet
11. Arina Rodionova
12. Elena Gabriela Ruse
13. Aljaksandra Sasnovitsj
14. Ena Shibahara
15. Solana Sierra
16. Joelija Starodoebtseva

Lucky loser
1. Kamilla Rachimova

### Belgen in het kwalificatietoernooi
Er was één vrouwelijke deelnemer:
1. Ysaline Bonaventure verloor in de eerste ronde van de Canadese Rebecca Marino

Twee mannen deden mee:
1. Kimmer Coppejans verloor in de eerste ronde van de Boliviaan Murkel Dellien
2. Joris De Loore verloor in de tweede ronde van de Amerikaan Eliot Spizzirri

### Nederlanders in het kwalificatietoernooi
Er waren twee vrouwelijke deelnemers:
1. Arianne Hartono verloor in de derde en laatste ronde van de Japanse Ena Shibahara.
2. Suzan Lamens verloor in de eerste ronde van haar landgenote Arianne Hartono.

Er deden drie mannen mee:
1. Gijs Brouwer verloor in de eerste ronde van de Argentijn Federico Agustín Gómez
2. Jesper de Jong sneuvelde in de derde en laatste ronde tegen de Australiër Li Tu
3. Tim van Rijthoven verloor in de eerste ronde van de Fransman Kyrian Jacquet

## Belangrijkste uitslagen

### Regulier toernooi
Mannenenkelspel

Finale: Jannik Sinner (Italië) won van Taylor Fritz (VS) met 6–3, 6–4, 7–5
Vrouwenenkelspel

Finale: Aryna Sabalenka () won van Jessica Pegula (VS) met 7–5, 7–5
Mannendubbelspel

Finale: Max Purcell (Australië) en Jordan Thompson (Australië) wonnen van Kevin Krawietz (Duitsland) en Tim Pütz (Duitsland) met 6–4, 7–6
Vrouwendubbelspel

Finale: Ljoedmyla Kitsjenok (Oekraïne) en Jeļena Ostapenko (Letland) wonnen van Kristina Mladenovic (Frankrijk) en Zhang Shuai (China) met 6–4, 6–3
Gemengd dubbelspel

Finale: Sara Errani (Italië) en Andrea Vavassori (Italië) wonnen van Taylor Townsend (VS) en Donald Young (VS) met 7–6, 7–5

### Junioren
Jongensenkelspel

Finale: Rafael Jódar (Spanje) won van Nicolai Budkov Kjær (Noorwegen) met 2–6, 6–2, 7–6
Meisjesenkelspel

Finale: Mika Stojsavljevic (VK) won van Wakana Sonobe (Japan) met 6–4, 6–4
Jongensdubbelspel

Finale: Maxim Mrva (Tsjechië) en Rei Sakamoto (Japan) wonnen van Denis Peták (Tsjechië) en Flynn Thomas (Zwitserland) met 7–5, 7–6
Meisjesdubbelspel

Finale: Malak El Allami (Marokko) en Emily Sartz-Lunde (Noorwegen) wonnen van Julie Paštiková (Tsjechië) en Julia Stusek (Duitsland) met 6–2, 4–6, [10–6]

### Rolstoeltennis
Het rolstoeltennis der volwassenen verviel vanwege de gelijktijdig gehouden Paralympische Zomerspelen 2024.

#### Junioren
Rolstoeljongensenkelspel

Finale: Charlie Cooper (VS) won van Ivar van Rijt (Nederland) met 7-6, 6-3
Rolstoeljongensdubbelspel

Finale: Ivar van Rijt (Nederland) en Benjamin Wenzel (Australië) wonnen van Charlie Cooper (VS) en Tomas Majetic (VS) met 6-2, 6-1
Rolstoelmeisjesenkelspel

Finale: Yuma Takamuro (Japan) won van Vitoria Miranda (Brazilië) met 2-6, 6-4, 6-4
Rolstoelmeisjesdubbelspel

Finale: Rio Okano (Japan) en Yuma Takamuro (Japan) wonnen van Luna Gryp (België) en Vitoria Miranda (Brazilië) met 6-3, 6-2